# Jingzong (Xia occidentaux)
Pour les articles homonymes, voir Jingzong.
Jingzong, (chinois : 夏景宗 ; pinyin : xià jǐngzōng) né le 7 juin 1003, décédé le 19 janvier 1048, né Li Yuanhao (李元昊, lǐ yuánhào), est le premier empereur de la dynastie des Xia occidentaux située au nord-ouest de la Chine, qui a régné entre 1038 et 1048. Il est le fils aîné du dirigeant Tangoute Li Deming. Il est originaire du clan Tabghatch (en chinois 拓跋, tuòbá), clan Xianbei.

## Contexte historique
Dans sa jeunesse, Jingzong est physiquement imposant et possède également un amour pour l'apprentissage. Il connait les langues tibétaines et chinoises. Lecteur assidu, il est compétent sur les questions de droit et sur la stratégie militaire, et apprécie aussi la peinture. Après la mort de son père en 1032, il devint le chef des Tangoutes.

## Campagnes militaires
Dès le début de son règne, Jingzong écarte les noms de famille Li et Zhao qui ont été donnés par les dynasties Tang et Song, les remplaçant par le nom Weiming (chinois : 嵬名). Il prend une position agressive envers la dynastie Song et se décrit comme « un dirigeant vigoureux et persévérant dans la stratégie militaire ». Au plus fort de sa puissance, il est à la tête d'une armée de 500 000 hommes.
En 1043, Jingzong attaque les territoires Huanqing. Il remporte facilement ces expéditions et capture le général Song Qi Zongju.
Il jette ensuite son dévolu sur le peuple ouïghour à l'ouest. Dans ce contexte, il conquiert une partie du Gansu. Ces succès s'avèrent également stables puisque le couloir Hexi restera sous contrôle Tangoute pendant 191 ans.
En 1038, il s'auto-proclame empereur de la dynastie des Xia occidentaux dont la capitale est située à Xinqing (興慶). Après cela, il lance une campagne contre les Song. Même si les Tangoutes remportent une série de grandes batailles, les victoires coûtent cher et leurs forces s'épuisent, en partie en raison de la politique de la terre brûlée menée par les Song. En 1044, l'empire Tangoute signe un traité avec la dynastie Song qui reconnait la souveraineté des Tangoutes sur les Song et le paiement d'un tribut par les Song.

## Culture et politique
L'empereur mène une réorganisation de la plupart de l'empire avec l'aide de conseillers chinois. De nouveaux services et départements administratifs sont créés. L'empereur connaît également le Chinois et confie des travaux de traduction du Chinois vers la langue de son peuple. Il réussit ceci en supportant le développement d'une langue écrite pour le peuple tangoute. Le développement de cette nouvelle écriture, cependant, a causé beaucoup de problèmes aux historiens et peu de personnes sont capables de la comprendre.
Néanmoins, l'empereur Jingzong est fortement opposé aux personnes imitant d'un peu trop près les Chinois. Il souligne les valeurs de leur mode de vie nomade traditionnel et décourage toute dépendance envers les objets de luxe chinois. Le commerce avec les Song est limité ou interrompu avant la signature du traité de paix qui intervient quatre ans avant sa mort. L'usage des talents chinois ne doit pas mener à une sinisation de son peuple.

## Succession et mort
Jingzong est assassiné en 1048 par son fils, qui lui coupe le nez, sans parvenir à le tuer immédiatement. L'empereur s'éteint par la suite des suites d'infections de ses blessures.